# Četverac bez kormilara
Četverac bez kormilara (4-) je čamac za natjecateljsko veslanje na mirnim vodama čiju posadu čine četiri rimen veslača, dva desna i dva lijeva, ovisno o tome na kojoj strani čamca se nalazi veslo pojedinog veslača. Čamac u pravilu ima kormilo. Smješteno je na samom kraju, ili uz kobilicu s ciljem smanjenja otpora. Kormilo je sajlama povezano s tenisicom (obućom, cipelom) jednog od veslača, najčešće štrokera. Ta tenisica je pričvršćena za nogar drukčije od ostalih te ju je moguće blago zakretati i na taj način pomicati kormilo. Duljina suvremenog četverca bez kormilara za elitno veslanje obično je oko 12 do 13 m, a masa 50 kg. Građen je od kompozitnih materijala. Stariji čamci građeni su od drveta i osjetno su teži.
Oznaka za četverac bez kormilara je "4-", pri čemu broj 4 označava ukupan broj veslača u čamcu, a minus označava da u čamcu nema kormilara. U hrvatskom veslačkom žargonu koristi se skraćeni izraz "četverac bez". Izraz "četverac" sam po sebi može se odnositi na sve discipline s četiri veslača.
S obzirom na osobine svakog pojedinog veslača, mogući su različiti rasporedi tzv. desnih i lijevih veslača. Uobičajen raspored od veslača na poziciji 4 (štroker) prema veslaču na poziciji 1 je D,L,D,L. Međutim moguće je i da veslači u sredini čamca budu lijevo, a štroker i jedinica desno (D,L,L,D). U oba slučaja moguće su i zrcalno suprotne varijante, kada je štroker lijevo. Da bi se mijenjali navedeni rasporedi u čamcu, potrebno je skinuti postojeći izbočnik (na kojem se nalazi ušica kroz koju veslo prolazi), i postaviti drugi na suprotnu stranu. S obzirom na nepraktičnost učestalog mijenjanja, tome se pribjegava najčešće u elitnom veslanju kada posada ima svoj čamac kojeg drugi ne koriste, pa ga prilagođava svojim potrebama, i kada takve nijanse mogu utjecati na rezultat utrke.
Na Olimpijskim igrama natječu se posade muških (M4-) i ženskih (W4-) četveraca bez kormilara. Lake posade (LM4- i LW4-) nisu olimpijske kategorije, a nisu zastupljene niti na svjetskom prvenstvu.